# Чука (Велешко)
Вижте пояснителната страница за други значения на Чука.
Чука (на македонска литературна норма: Чука) е бивше село в северния дял на община Велес, Северна Македония.

## География
Чука е било разположено на два километра южно от село Лугунци.

## История
В „Етнография на вилаетите Адрианопол, Монастир и Салоника“, издадена в Константинопол в 1878 година и отразяваща статистиката на населението от 1873 година, Чинка (Tchinka) е посочено като село с 6 домакинства, с 23 жители българи. Според статистиката на Васил Кънчов („Македония. Етнография и статистика“) от 1900 година Чука е населявано от 21 жители, всичките българи.
След Междусъюзническата война в 1913 година селото попада в Сърбия.
В „Списък на населените места в Македония, Моравско и Одринско“ от 1917 година е отбелязано, че селото не съществува от 1912 година. На етническата си карта от 1927 година Леонард Шулце Йена показва Чука (Čuka) като турско село в развалини.